# Elmira Akhundova
Akhundova Elmira Husein qizi ( en azerí: Elmira Hüseyn qızı Axundova) – escritora popular de Azerbaiyán, una figura política, diputada de la Asamblea Nacional de la República de Azerbaiyán, doctorado en Filología.

## Biografía
Elmira Akhundova nació el 26 de mayo de 1953 en Ramensky rayon de Óblast de Moscú de Rusia. Después de la graduación de la escuela secundaria de escuela coreográfica de Bakú ingresó a la escuela de peritaje en la facultad de taquigrafía. En 1976 se graduó con honores de la Facultad de Filología de la Universidad Estatal de Azerbaiyán. 

## Carrera
Desde 1971 comenzó su carrera como una taquígrafa. Entre los años de 1977-1980 trabajaba como editor asociado en Comisión Nacional de Radiodifusión y Televisión de Azerbaiyán. 
Entre 1980-1988 Elmira Akhundova trabajaba como ponente y consultor de la Unión de escritores de Azerbaiyán y entre 1988-1991 trabajaba como investigador principal del Departamento de Literatura de Azerbaiyán Meridional del Instituto de Literatura de nombre de Nizami de la Academia Nacional de Ciencias de Azerbaiyán. Desde 1990 hasta 1998 ella trabajaba como corresponsal propio del Periódico de Literatura por Azerbaiyán y desde 1993 hasta 2002 – del radio “Libertad”. 
El 25 de mayo de 2018 Elmira Akhundova recibió el nombre de “Escritora Popular de Azerbaiyán”
Desde 2005 hasta 2020 fue el diputado de la Asamblea Nacional de la República de Azerbaiyán.
El presidente de Azerbaiyán, Ilham Aliyev, firmó un decreto que nombra a Elmira Akhundova,al cargo de la Embajadora Extraordinaria y Plenipotenciaria de la República de Azerbaiyán en Ucrania.

## Órdenes y premios
- Orden Shohrat
- Periodista honrado de Azerbaiyán
- Diploma de honor del Presidente de la República de Azerbaiyán
- Premio estatal de Azerbaiyán